# Rudolf Meyer (Theologe)

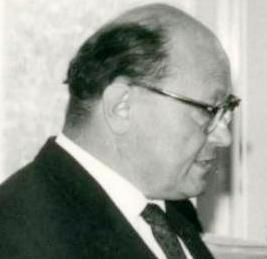
Rudolf Meyer beim Verlesen der Examensergebnisse 1967

Rudolf Meyer (* 8. September 1909 in Leutzsch; † 2. April 1991 in Jena) war ein deutscher evangelischer Theologe im Fach Altes Testament.

## Leben
Meyer studierte evangelische Theologie und wurde im Fach Altes Testament zum Doktor der Theologie promoviert. Sein Spezialgebiet wurde die hebräische Sprache. Sein diesbezüglicher Lehrer in Leipzig war Lazar Gulkowitsch. Im Jahre 1938 wurde er Privatdozent an der Universität Leipzig bis zu seiner Einberufung zum Kriegsdienst am 26. August 1939. Zuvor erklärte er noch seine Mitarbeit am Institut zur Erforschung und Beseitigung des jüdischen Einflusses auf das deutsche kirchliche Leben. Im Jahre 1947 wurde er außerplanmäßiger Professor und 1948 als Nachfolger von Willy Staerk Ordinarius für Altes Testament an der Friedrich-Schiller-Universität Jena. Hier unterrichtete er Generationen von Theologiestudenten in Hebräisch, der Geschichte des Volkes Israel und der Theologie des Alten Testaments. Zusammen mit Präses Kurt Scharf und Generalsuperintendent Walter Braun wurde ihm 1952 von der Theologischen Fakultät der Humboldt-Universität zu Berlin die Ehrendoktorwürde verliehen.
Meyer war seit 1959 ordentliches Mitglied der Sächsischen Akademie der Wissenschaften und seit 1978 korrespondierendes Mitglied der Heidelberger Akademie der Wissenschaften.

## Werke
- Der Prophet aus Galiläa. Studie zum Jesusbild der drei ersten Evangelien. Darmstadt: Wissenschaftliche Buchgesellschaft 1970 (Nachdruck der Ausgabe Leipzig 1940).
- Hebräisches Textbuch (Sammlung Göschen 769/769a). Berlin: de Gruyter 1960.
- Hebräische Grammatik, de Gruyter, Berlin/New York 1992, ISBN 3-11-013694-5.
- Tradition und Neuschöpfung im antiken Judentum. Dargestellt an der Geschichte des Pharisäismus. Mit einem Beitrag von H.-F.Weiss: Der Pharisäismus im Lichte der Überlieferung des Neuen Testaments. Sitzungsberichte der sächsischen Akademie der Wissenschaften, Band 110, Heft 2. Berlin Akademie-Verlag 1965.
- Gegensinn und Mehrdeutigkeit in der Althebräischen Wort- und Begriffsbildung. Sitzungsberichte der Sächsischen Akademie der Wissenschaften zu Leipzig, Philologisch-historische Klasse, Band 120, Heft 5. Berlin: Akademie-Verlag 1979.
- Zur Geschichte und Theologie des Judentums in hellenistisch-römischer Zeit. Berlin: Evangelische Verlagsanstalt 1989.
- Hebräisches und Aramäisches Handwörterbuch über das Alte Testament, begründet von Wilhelm Gesenius; 18. Auflage hrsg. von Herbert Donner, Springer, Berlin / Heidelberg 2013, ISBN 978-3-642-25680-6. (Rudolf Meyer hatte hierzu seit 1953 die Vorarbeiten geleistet und das Manuskript für die erste Lieferung erstellt, welche 1987 erschien.)